# Mecas ambigena
Mecas ambigena là một loài bọ cánh cứng trong họ Cerambycidae.